# Czernice (województwo łódzkie)
Czernice – wieś w Polsce, położona w województwie łódzkim, w powiecie wieluńskim, w gminie Osjaków.
| SIMC    | Nazwa     | Rodzaj    |
| ------- | --------- | --------- |
| 0708118 | Bielany   | część wsi |
| 0708124 | Mała Wieś | część wsi |
| 0708130 | Marzętnik | część wsi |
| 0708147 | Przysieki | część wsi |

W latach 1975–1998 wieś administracyjnie należała do województwa sieradzkiego.
We wsi znajduje się Katolicka Szkoła Podstawowa i Gimnazjum Stowarzyszenia Przyjaciół Szkół Katolickich. Szkoła podstawowa powstała 1 września 2000 roku dzięki staraniom mieszkańców wsi i ówczesnego proboszcza parafii rzymskokatolickiej w Czernicach, ks. Leona Kołka. Kiedy Urząd Gminy w Osjakowie zlikwidował szkołę, zdesperowani mieszkańcy zwrócili się do Stowarzyszenia Przyjaciół Szkół Katolickich w Częstochowie, aby utworzyło w Czernicach szkołę podstawową. Gimnazjum SPSK powstało 1 września 2009 roku u boku istniejącej już 9 lat szkoły podstawowej.